# Nothorhina
Nothorhina  (лат.) — род жуков из подсемейства Spondylidinae. В ископаемом состоянии известен из балтийского янтаря. Встречаются в Палеарктике

## Описание
Переднеспинка заметно длиннее своей ширины, угловидно четырёхугольная, с округлёнными углами. Глаза поперечные, без выемок. Тело узкое, параллельное.

## Систематика
В Составе рода:
- вид: Nothorhina gardneri Plavilshikov, 1934
- вид: †Nothorhina granulicollis (Zang, 1905)
- вид: Nothorhina punctata (Fabricius, 1798) (= Nothorhina muricata (Dalman, 1817))